# Пјанказале (Пјаченца)
Пјанказале је насеље у Италији у округу Пјаченца, региону Емилија-Ромања.
Према процени из 2011. у насељу је живело 85 становника. Насеље се налази на надморској висини од 262 м.